# Alkoholno piće
Alkoholno piće svaki je napitak koji sadrži zamjetnu količinu etanola, alkohola koji nastaje fermentacijom žitarica, voća ili drugih izvora šećera. Alkoholna pića obično se dijele na slaba (pivo, sake, vino), srednje jaka (likeri, prošek, vermut) i jaka ili žestoka alkoholna pića (džin, konjak, rakija, rum, viski, votka), sa sadržajem etanola koji se kreće od 3 % do 50 %.
Konzumacija alkoholnih pića u mnogim kulturama igra važnu društvenu ulogu. Alkohol je i jedna od najčešće korištenih rekreacijskih droga u svijetu. Procjenjuje se da oko 33 % svjetske populacije pije alkoholna pića, a industrija alkoholnih pića premašila je 2018. godine vrijednost od jednog bilijuna dolara.
Većina zemalja ima zakone koji reguliraju proizvodnju, prodaju i konzumaciju alkoholnih pića. Propisi mogu zahtijevati označavanje postotka udjela alkohola  i upotrebu naljepnica za upozoravanje, kao i nametati posebne trošarine, ovisne o sadržaju alkohola. Neke zemlje u potpunosti zabranjuju prodaju i pijenje (prohibicija). Ipak, u većini dijelova svijeta alkoholna su pića legalna, a njihova prodaja ili konzumacija dopušta se tek osobama starijim od zakonske granice: od 16. godine života u dvadesetak država svijeta, od 18. godine u njih stotinu i tridesetak ili od 21. godine u petnaestak država.
Etanol je depresor koji u malim dozama izaziva euforiju, smanjuje anksioznost i povećava društvenost, zbog čega njegovu konzumaciju mnogi smatraju ugodnom. U većim dozama uzrokuje pijanstvo, agresivnost,  stupor (psihičku ili motoričku zakočenost), nesvjesticu ili smrt. Dugotrajna uporaba može dovesti do poremećaja ovisnosti o alkoholu (alkoholizma) i povećanog rizika od razvoja  kardiovaskularnih bolesti, oštećenja mozga i barem sedam vrsta raka: raka jetre, raka dojke, raka debelog crijeva, raka rektuma te tumora usne šupljine, ždrijela i grkljana; vjerojatan je uzrok i raka gušterače. Upozorenje Svjetske zdravstvene organizacije iz 2022. navodi da je alkohol, uz azbest, zračenja i duhan, u najvišoj skupini kancerogenih tvari i da ne postoji sigurna razina njegove konzumacije.
Otkriće vrčeva iz kasnog kamenog doba sugerira da su namjerno fermentirana pića postojala još u mlađem kamenom dobu, desetak tisuća godina pr. n. e.
Alkohol utječe na sličan način kao na ljude i na nekoliko drugih životinja; one će ga opetovano konzumirati ako im se pruži prilika. Ljudi su, međutim, jedina vrsta za koju se zna da alkohol proizvodi s namjerom opijanja.

## Pića dobivena fermentacijom

### Pivo
Pivo je piće dobiveno fermentacijom žitne kaše. Obično se pravi od ječma ili mješavine nekoliko žitarica i aromatizira hmeljem. Većina piva prirodno je gazirana jer se tijekom alkoholnog vrenja oslobađa ugljikov dioksid. Pivo je alkoholno piće koje se najviše konzumira na svijetu.

### Voćna vina
Voćna vina proizvode se od voća koje nije grožđe: šljiva, trešanja, kupina, bresaka, krušaka, jabuka.
Jabučno vino ili jabukovača (engl. cider) alkoholno je piće dobiveno fermentacijom soka od jabuke. Volumni udio alkohola u jabukovači varira od 1,2 % do 8,5 % i više u tradicionalnim engleskim ciderima.

### Fermentirani čaj
Fermentirani čaj vrsta je  čaja koja je prošla kroz mikrobnu fermentaciju, od nekoliko mjeseci do mnogo godina. Listovi čaja i liker od njih postaju tamniji oksidacijom pa se razne vrste fermentiranih čajeva iz Kine nazivaju i tamnim čajem (što nije isto što i crni čaj). Najpoznatiji fermentirani čaj je kombucha koja se često priprema kod kuće, pu'er koji se proizvodi u provinciji Yunnan, i tamni čaj anhua koji se proizvodi u okrugu Anhua u provinciji Hunanu. Većina kombuche na tržištu ima udio alkohola ispod 0,5 %.

### Fermentirana voda
Fermentirana voda je vodena otopina na bazi etanola s približno 15 – 17 % etanola i bez preostalog šećera. Fermentirana voda isključivo se dobiva fermentacijom vodene otopine bijelog šećera uz dodatak kvasaca alkoholnog vrenja. Otopina se nakon fermentacije bistri kako bi se dobila bezbojna ili prljavobijela tekućina bez značajnijeg okusa osim okusa etanola.

#### Fermentirana šećerna voda
Fermentirana šećerna voda je fermentirana voda s naknadnim dodatkom rafiniranog šećera.

### Medovina
Medovina je alkoholno piće koje se dobiva fermentacijom meda otopljenog u vodi, ponekad s raznim voćem, začinima, žitaricama ili hmeljem. Sadržaj alkohola u medovini može varirati od samo 3 % do više od 20 %. Određujuća značajka medice jest to da većina šećera za fermentaciju potječe od meda. 

### Pulque
Pulque je mezoameričko fermentirano piće napravljeno od »medene vode« biljke Agave americana. Piće dobiveno destilacijom pulquea jest tekila ili mezcal.

### Rižino vino
Sake, huangjiu, mijiu i cheongju popularni su primjeri istočnoazijskih vina dobivenih fermentacijom riže.

### Vino
Vino je fermentirano piće proizvedeno od grožđa, a ponekad i drugog voća. Proizvodnja uključuje dulji proces fermentacije od piva, što rezultira udjelom alkohola od 9 do 16 %, kao i mjesecima ili godinama dug proces odležavanja.

### Pjenušci
Pjenušac poput francuskog šampanjca, katalonske cave ili talijanskog prosecca može se dobiti sekundarnom fermentacijom.

## Pića dobivena destilacijom
Destilacijom fermentiranog voća, žitarica (kukuruz, ječam, raž, riža) ili povrća (krumpir) dobiva se napitak s povećanom koncentracijom etanola. Destilacija također eliminira neke od kongenera. Nezaslađeno destilirano alkoholno piće koje ima udio alkohola od najmanje 20 % naziva se žestoko piće. Zaslađeno i aromatizirano piće na bazi destilata naziva se liker. Votka, džin, tequila, viski, vinjak, rakija i rum primjeri su destiliranih pića. U najčešćim destiliranim pićima poput viskija i votke, udio etanola je oko 40 %.
Pojačano ili desertno vino jest vino kojemu je dodan destilirani alkoholni proizvod, obično vinjak. Pojačano vino razlikuje se od jakih alkoholnih pića napravljenih od vina po tome što se žestoka pića proizvode destilacijom, dok je pojačano vino tek vino kojemu je dodan alkohol. Razvijeno je mnogo različitih stilova pojačanog vina, uključujući porto, sherry, madeiru, marsalu, commandariu i aromatizirani vinski vermut.

### Rafinirani alkoholi
Rafinirani alkohol, žesta ili špirit naziv je za alkohole pročišćene ponovljenom ili frakcijskom destilacijom –  rektifikacijom. Time se uklanjaju arome iz žestokog pića koje bi bile prisutne da su sastojci kaše bili destilirani na nižu razinu čistoće. Druge vrste žestokih pića, poput viskija, destiliraju se na niži postotak alkohola kako bi se očuvao okus kaše.
Špirit je bistra, bezbojna, zapaljiva tekućina koja može sadržavati do 95 % volumnih udjela etanola. Često se dobiva od žitarica. Koristi se u koktelima, likerima i tinkturama, a također i kao otapalo u kućanstvu i u  medicinske svrhe. 

### Kongeneri
U industriji alkoholnih pića, kongeneri su tvari koje uz etanol nastaju tijekom fermentacije. To uključuje male količine kemikalija kao što su povremeno poželjni drugi alkoholi, poput propanola i 3-metil-1-butanola (izoamilni alkohol), ali i spojeve koji nikada nisu poželjni kao što su aceton, acetaldehid i dioli. Kongeneri su odgovorni za većinu okusa i mirisa destiliranih alkoholnih pića, a doprinose okusu nedestiliranih pića. Pretpostavlja se da doprinose i simptomima mamurluka. U destilatima jakih alkoholnih pića ugodnom cvjetnom i voćnom mirisu najviše doprinose esteri masnih kiselina od C8 do C18. Tanini su kongeneri koji se nalaze u vinu u prisutnosti fenolnih spojeva. Tanini vinu dodaju gorčinu, osjećaj suhoće, zeljastog su okusa i često se opisuju kao adstringentni. Tanini vinu daju ravnotežu, kompleksnost i strukturu okusa, vino čine dugotrajnijim i imaju važnu ulogu u njegovu starenju.

## Konzumacija
Prosječan broj ljudi koji piju alkohol 2016. godine  iznosio je 39 % za muškarce i 25 % za žene, a alkohol je pilo ukupno 2,4 milijarde ljudi. Žene u prosjeku popiju 0,7 pića dnevno, a muškarci 1,7 pića. Učestalost i količina pijenja značajno variraju po dijelovima svijeta.

## Osobine i upotrebe

### Aperitivi i digestivi
Aperitiv je alkoholno piće koje se obično poslužuje prije obroka kako bi se potaknuo apetit, dok je digestiv bilo koje alkoholno piće koje se poslužuje nakon obroka, smatra se sa svrhom poboljšanja probave. Desertno vino, likeri i suhi šampanjac uobičajeni su aperitivi. Aperitivi se poslužuju prije jela pa su obično suhi, a ne slatki.  Digestivi uključuju rakiju, pojačana vina i alkoholna pića s biljem.

### Kaloričnost
Za izračunavanje energetske vrijednosti alkoholnih pića koristi se podatak o 6,9  kilokalorija  po gramu alkohola (5,5 kcal ili 22,9 kJ po ml). Za porciju žestokog pića od 0,3 decilitara s 40 % alkohola to bi bilo približno 10 grama etanola i 66 kcal energije. Mnoga alkoholna pića sadrže dodane ili preostale nefermentirane šećere, što povećava broj kalorija po porciji. 
Alkoholna pića smatraju se hranom s praznim kalorijama jer osim energije ne sadrže hranjive tvari. Prema Ministarstvu poljoprivrede SAD-a, žene u SAD-u u dobi od 20 i više godina dnevno u prosjeku konzumiraju  6,8 grama, a muškarci 15,5 grama etanola.
Poznato je da alkohol potencira inzulinski odgovor ljudskog tijela na glukozu, što u biti naređuje tijelu da pretvori konzumirane ugljikohidrate u mast i da suzbije oksidaciju ugljikohidrata i masti. Etanol se prerađuje u jetri u acetil koenzim A, koji je međuprodukt i u metabolizmu glukoze. Budući da se etanol uglavnom metabolizira i troši u jetri, kronična prekomjerna uporaba može dovesti do masne jetre, kronične upale jetre i na kraju do alkoholne bolesti jetre.

### Aromatizacija
Čisti etanol ljudima ima gorak okus; neki ga opisuju i slatkim. On je umjereno dobro otapalo za mnoge masne tvari i eterična ulja. To olakšava upotrebu aroma i bojila u alkoholnim pićima koji maskiraju okusa, posebno u pićima dobivenim destilacijom. Neke arome mogu biti prirodno prisutne u sirovini pića. Pivo i vino mogu se aromatizirati prije fermentacije, dok se žestoka pića aromatiziraju prije, tijekom ili nakon destilacije. Ponekad se aroma dobiva tako da piće odstoji mjesecima ili godinama u hrastovim bačvama. Neka jaka alkoholna pića mogu imati voće ili biljke umetnute u bocu u vrijeme punjenja. U rakije travarice stavlja se aromatično i ljekovito bilje.
Vino je važno u kulinarstvu ne samo zbog svoje vrijednosti kao popratno piće, već i kao dodatak okusu, prvenstveno u temeljcima i pri pirjanju, zato što njegova kiselost daje ravnotežu bogatim slanim ili slatkim jelima. Vinski umak primjer je kulinarskog umaka koji koristi vino kao osnovni sastojak.

## Mjerenje udjela alkohola
| Voćni sokovi   | < 0,1%                  |
| Cider, coolers | 4 – 8 %                 |
| Piva           | 3 – 15 %, obično 5 %    |
| Vina           | 8 – 17 %, obično 13,5 % |
| Sake           | 15 – 16 %               |
| Pojačana vina  | 15 – 22 %               |
| Žestoka pića   | obično 30 – 40 %        |

Koncentracija alkohola u piću obično se navodi kao postotni udio alkohola po volumenu, tj. kao broj mililitara čistog etanola u sto mililitara napitka. U Sjedinjenim Američkim Državama, proof je dvostruki volumenski postotak alkohola na 60 °F: proof 80 znači 40 % volumnog udjela.
Običnom destilacijom ne može se proizvesti alkohol s više od 95,6 % masenog udjela, što je oko 97,2 % volumnog udjela (proof 194,4) jer je pri toj koncentraciji alkohol u azeotropnoj smjesi s vodom. Žestoko piće koje sadrži vrlo visoku razinu alkohola i ne sadrži nikakve dodane arome ponegdje se naziva neutralnim špiritom ili žestom. 
Većina kvasaca ne može se razmnožavati kada je koncentracija alkohola veća od oko 18 %, pa je to praktična granica alkoholne jačine fermentiranih pića kao što su vino, pivo i sake. Međutim, razvijeni su sojevi kvasca koji se mogu razmnožavati u otopinama do 25 % etanola.

## Zakoni
Zakoni o alkoholu reguliraju proizvodnju, pakiranje, označavanje, distribuciju, prodaju, potrošnju, sadržaj alkohola u krvi vozača motornih vozila, otvorene spremnike i prijevoz alkoholnih pića. Takvi zakoni općenito nastoje smanjiti negativne zdravstvene i društvene učinke konzumiranja alkohola. Konkretno, zakoni o alkoholu određuju zakonsku dob za konzumaciju alkohola, koja obično varira između 15 i 21 godine, ponekad ovisno o vrsti alkoholnog pića (pivo/vino/žestoka pića). Većina zemalja postavlja minimalnu dob od 18 godina. Neke zemlje, poput SAD-a, imaju dob za konzumaciju alkohola višu od zakonske dobi za punoljetnost (18 godina); ona je 21 godinu u svih 50 država. Zakoni mogu dopuštati distribuciju samo ovlaštenim trgovinama, državnim monopolističkim trgovinama (neke nordijske zemlje, Kanada) ili pubovima i često su kombinirani s oporezivanjem, koje služi smanjenju potražnje za alkoholom znatnim podizanjem njegove cijene. Ti zakoni također često ograničavaju sate ili dane kada se alkohol smije prodavati ili posluživati. U nekim zemljama alkohol se ne može prodati osobi koja je već pijana. Zakoni o alkoholu u mnogim zemljama zabranjuju vožnju u pijanom stanju.
U nekim su jurisdikcijama alkoholna pića potpuno zabranjena zbog vjere (islamske zemlje sa šerijatskim pravom ) ili zbog lokalnih referenduma, javnozdravstvenih problema ili moralnih razloga (prohibicija u Sjedinjenim Državama od 1920. do 1933. godine). U jurisdikcijama koje provode šerijatski zakon, konzumacija alkoholnih pića je kazneno djelo, iako takvi zakoni ponegdje mogu izuzeti nemuslimane.

## Povijest
- 10 000 – 5000 p.n.e.: Otkriće vrčeva iz kasnog kamenog doba sugerira da su namjerno fermentirana pića postojala barem još u neolitskom razdoblju.[37]
- 7000 – 5600 p.n.e.: Ispitivanje i analiza starih keramičkih posuda iz neolitskog sela Jiahu u pokrajini Henan u sjevernoj Kini otkrilo je ostatke alkoholnih pića. Kemijska analiza potvrdila je da se fermentirano piće napravljeno od vina od grožđa i gloga, medovine i rižinog piva proizvodilo 7000 – 5600 p.n.e.[38][39][40]
- 9. – 10. stoljeće nove ere: srednjovjekovni muslimanski kemičari kao što su Džābir ibn Hayyān (Geber, deveto stoljeće) i Abu Bakr Muhamed ibn Zakarija al-Razi (Razi, c. 865–925) intenzivno su eksperimentirali s destilacijom raznih tvari. Destilacija vina potvrđena je u arapskim djelima koja se pripisuju al-Kindiju (c. 801 –873) i al-Farabiju (c. 872 –950), i u 28. knjizi al-Zahrawija (latinski: Abulcasis, 936–1013) Kitāb al-Taṣrīf (latinski prijevod: Liber servatoris).[41]
- 12. stoljeće: Proces destilacije proširio se s Bliskog istoka u Italiju,[42] gdje su destilirana alkoholna pića zabilježena sredinom 12. stoljeća.[43] U Kini, arheološki dokazi pokazuju da je prava destilacija alkohola započela u 12. stoljeću za dinastija Jin ili Sung.[44] Na arheološkom nalazištu u Qinglongu, Hebei, pronađen je destilator iz 12. stoljeća.[44]
- 14. stoljeće: U Indiji je prava destilacija alkohola uvezena s Bliskog istoka i bila je u širokoj upotrebi u Delhijskom sultanatu prije 14. stoljeća.[42] Do ranog 14. stoljeća destilirana alkoholna pića proširila su se kontinentalnom Europom.[43]

## Vanjske poveznice
- Alkoholna pića Hrvatska tehnička enciklopedija, portal hrvatske tehničke baštine. LZMK